# كريل ليلي كبير
الكريل الليلي الكبير (الاسم العلمي:Meganyctiphanes) هو جنس من الحيوانات البحرية يتبع فصيلة الكريلية من رتبة الكريليات.

## أنواع
يضمن هذا الجنس نوع وحيد هو:
- كريل نروجي (الاسم العلمي:Meganyctiphanes norvegica)